# Malezja na Letnich Igrzyskach Olimpijskich 2008
Malezja na Letnich Igrzyskach Olimpijskich 2008 – występ kadry sportowców reprezentujących Malezję na igrzyskach olimpijskich, które odbyły się w Pekinie w Chinach, w dniach 8-24 sierpnia 2008 roku. Był to 12. start reprezentacji Malezji na letnich igrzyskach olimpijskich, odkąd kraj uzyskał niepodległość w 1957 roku.
Reprezentacja Malezji liczyła trzydziestu dwóch zawodników, którzy wystąpili w dziesięciu dyscyplinach.
Jedyny medal dla Malezji na tych igrzyskach zdobył Lee Chong Wei, w badmintonie. Był to jednocześnie czwarty medal olimpijski w historii występów Malezji na letnich igrzyskach olimpijskich (wcześniej reprezentanci tego kraju zdobyli jeden w Barcelonie i kolejne dwa w Atlancie).

## Reprezentanci

### Badminton
Mężczyźni
| Konkurencja    | Zawodnik                     | 1/32             | 1/16                                | 1/8 (ind.) / 1. runda (druż.)                          | Ćwierćfinał                                        | Półfinał                                | Finał/BM                    | Finał/BM |
| Konkurencja    | Zawodnik                     | Przeciwnik Wynik | Przeciwnik Wynik                    | Przeciwnik/przeciwnicy Wynik                           | Przeciwnik Wynik                                   | Przeciwnik Wynik                        | Przeciwnik Wynik            | Pozycja  |
| -------------- | ---------------------------- | ---------------- | ----------------------------------- | ------------------------------------------------------ | -------------------------------------------------- | --------------------------------------- | --------------------------- | -------- |
| gra pojedyncza | Lee Chong Wei                | N/A              | Ronald Susilo W 2:0 (21-13; 21-14)  | Kęstutis Navickas W 2:0 (21-5; 21-7)                   | Sony Dwi Kuncoro W 2:0 (21-9; 21-11)               | Lee Hyun-il W 2:1 (21-18; 13-21; 21-13) | Lin Dan P 1:2 (12-21; 8-21) | srebro   |
| gra pojedyncza | Wong Choong Hann             | N/A              | Taufik Hidayat W 2:0 (21-19; 21-16) | Hsieh Yu-hsing P 1:2 (21-14; 17-21; 18-21)             | NQ                                                 | NQ                                      | NQ                          | NQ       |
| gra podwójna   | Tan Boon Heong Koo Kien Keat | N/A              | N/A                                 | Shuichi Sakamoto / Shintaro Ikeda W 2:0 (21-12; 21-16) | Markis Kido / Hendra Setiawan P 0:2 (16-21; 18-21) | NQ                                      | NQ                          | NQ       |
| gra podwójna   | Choong Tan Fook Lee Wan Wah  | N/A              | N/A                                 | Lee Jae-jin / Hwang Ji-man P 1:2 (22-20; 13-21; 16-21) | NQ                                                 | NQ                                      | NQ                          | NQ       |

Kobiety
| Konkurencja    | Zawodnik                  | 1/32                | 1/16                                    | 1/8 (ind.) / 1 runda (druż.)                      | Ćwierćfinał                | Półfinał            | Finał/BM            | Finał/BM |
| Konkurencja    | Zawodnik                  | Przeciwniczka Wynik | Przeciwniczka Wynik                     | Przeciwniczka/przeciwniczki Wynik                 | Przeciwniczka Wynik        | Przeciwniczka Wynik | Przeciwniczka Wynik | Pozycja  |
| -------------- | ------------------------- | ------------------- | --------------------------------------- | ------------------------------------------------- | -------------------------- | ------------------- | ------------------- | -------- |
| gra pojedyncza | Wong Mew Choo             | N/A                 | Kerry-Lee Harrington W 2:0 (21-4; 21-4) | Petja Nedełczewa W 2:0 (21-6; 21-8)               | Lu Lan P 0:2 (7-21; 27-29) | NQ                  | NQ                  | NQ       |
| gra podwójna   | Chin Eei Hui Wong Pei Tty | N/A                 | N/A                                     | Lee Kyung-won / Lee Hyo-jung P 0:2 (14-21; 19-21) | NQ                         | NQ                  | NQ                  | NQ       |

### Kolarstwo
Mężczyźni
| Konkurencja | Zawodnik          | Kwalifikacje | Runda 1         | Runda 1 RP                                      | Runda 2         | Runda 2 RP                              | Ćwierćfinał     | Półfinał        | Wyścig o miejsca 5-8                | Finał/BM        | Pozycja |
| Konkurencja | Zawodnik          | Pozycja Czas | Przeciwnik Czas | Przeciwnicy Czas                                | Przeciwnik Czas | Przeciwnicy Czas                        | Przeciwnik Czas | Przeciwnik Czas | Przeciwnicy Czas                    | Przeciwnik Czas | Pozycja |
| ----------- | ----------------- | ------------ | --------------- | ----------------------------------------------- | --------------- | --------------------------------------- | --------------- | --------------- | ----------------------------------- | --------------- | ------- |
| sprint      | Azizulhasni Awang | 7. 0:10,272  | Ryan Bailey P   | Tsubasa Kitatsuru Łukasz Kwiatkowski W 0:10,959 | Jason Kenny P   | Stefan Nimke Roberto Chiappa W 0:11,010 | Chris Hoy P     | NQ              | Kévin Sireau Teun Mulder Theo Bos P | NQ              | 8.      |

| Konkurencja  | Zawodnik                                     | Kwalifikacje | Runda 1                                       | Finał/BM          | Pozycja |
| Konkurencja  | Zawodnik                                     | Pozycja Czas | Przeciwnicy Czas                              | Przeciwnicy Wynik | Pozycja |
| ------------ | -------------------------------------------- | ------------ | --------------------------------------------- | ----------------- | ------- |
| sprint druż. | Azizulhasni Awang Mohd Rizal Tisin Josiah Ng | 7. 0:44,725  | A. Tournant / G. Baugé / K. Sireau P 0:44,822 | NQ                | 7.      |

| Konkurencja | Zawodnik          | Runda 1      | Runda 1 RP  | Półfinał    | Finał B | Finał A | Pozycja |
| Konkurencja | Zawodnik          | Awans? Czas  | Awans? Czas | Awans? Czas | Czas    | Czas    | Pozycja |
| ----------- | ----------------- | ------------ | ----------- | ----------- | ------- | ------- | ------- |
| keirin      | Josiah Ng         | TAK b.d.     | BYE         | NIE b.d.    | b.d.    | NQ      | 9.      |
| keirin      | Azizulhasni Awang | TAK 0:10,613 | BYE         | NIE b.d.    | b.d.    | NQ      | 10.     |

### Lekkoatletyka
Mężczyźni
| Konkurencja | Zawodnik    | Kwalifikacje  | Finał         | Pozycja |
| Konkurencja | Zawodnik    | Pozycja Wynik | Pozycja Wynik | Pozycja |
| ----------- | ----------- | ------------- | ------------- | ------- |
| skok wzwyż  | Lee Hup Wei | 16. 2,20 m    | NQ            | 32.     |

Kobiety
| Konkurencja   | Zawodnik     | Pozycja Czas |
| ------------- | ------------ | ------------ |
| chód na 20 km | Yuan Yu Fang | – DNF        |

| Konkurencja   | Zawodnik       | Kwalifikacje  | Finał         | Pozycja |
| Konkurencja   | Zawodnik       | Pozycja Wynik | Pozycja Wynik | Pozycja |
| ------------- | -------------- | ------------- | ------------- | ------- |
| skok o tyczce | Roslinda Samsu | 8. 4,30 m     | NQ            | 16.     |

### Łucznictwo
Mężczyźni
| Konkurencja      | Zawodnik                                      | 1/32                       | 1/16                   | 1/8 (ind.) / 1. runda (druż.)        | Ćwierćfinał                                    | Półfinał         | Finał/BM         | Finał/BM |
| Konkurencja      | Zawodnik                                      | Przeciwnik Wynik           | Przeciwnik Wynik       | Przeciwnik/przeciwnicy Wynik         | Przeciwnik Wynik                               | Przeciwnik Wynik | Przeciwnik Wynik | Pozycja  |
| ---------------- | --------------------------------------------- | -------------------------- | ---------------------- | ------------------------------------ | ---------------------------------------------- | ---------------- | ---------------- | -------- |
| mężczyźni, ind.  | Muhammad Marbawi                              | Chen Szu-yuan P 106-107    | NQ                     | NQ                                   | NQ                                             | NQ               | NQ               | NQ       |
| mężczyźni, ind.  | Cheng Chu Sian                                | Matthew Gray W 109-101     | Matti Hatava W 110-103 | Lee Chang-hwan W 105-105 (9-9; 10-9) | Bair Badionow P 104-109                        | NQ               | NQ               | NQ       |
| mężczyźni, ind.  | Wan Khalmizam                                 | Alexandru Bodnar P 105-106 | NQ                     | NQ                                   | NQ                                             | NQ               | NQ               | NQ       |
| meżczyźni, druż. | Wan Khalmizam Muhammad Marbawi Cheng Chu Sian | N/A                        | N/A                    | N/A                                  | M. Galiazzo / I. Di Buò / M. Nespoli P 213-218 | NQ               | NQ               | NQ       |

### Pływanie
Mężczyźni
| Konkurencja             | Zawodnik    | Eliminacje | Eliminacje | Półfinał | Półfinał | Finał | Finał   |
| Konkurencja             | Zawodnik    | Czas       | Miejsce    | Czas     | Miejsce  | Czas  | Miejsce |
| ----------------------- | ----------- | ---------- | ---------- | -------- | -------- | ----- | ------- |
| 200 m stylem dowolnym   | Daniel Bego | 1:50,92    | 44.        | NQ       | NQ       | NQ    | NQ      |
| 100 m stylem motylkowym | Daniel Bego | 0:54,38    | 54.        | NQ       | NQ       | NQ    | NQ      |
| 200 m stylem motylkowym | Daniel Bego | 2:01,28    | 37.        | NQ       | NQ       | NQ    | NQ      |

Kobiety
| Konkurencja             | Zawodnik       | Eliminacje | Eliminacje | Półfinał | Półfinał | Finał | Finał   |
| Konkurencja             | Zawodnik       | Czas       | Miejsce    | Czas     | Miejsce  | Czas  | Miejsce |
| ----------------------- | -------------- | ---------- | ---------- | -------- | -------- | ----- | ------- |
| 50 m stylem dowolnym    | Leung Chii Lin | 0:26,75    | 48.        | NQ       | NQ       | NQ    | NQ      |
| 400 m stylem dowolnym   | Khoo Cai Lin   | 4:23,37    | 38.        | NQ       | NQ       | NQ    | NQ      |
| 800 m stylem dowolnym   | Khoo Cai Lin   | 9:04,86    | 34.        | NQ       | NQ       | NQ    | NQ      |
| 200 m stylem klasycznym | Siow Yi Ting   | 2:27,80    | 19.        | NQ       | NQ       | NQ    | NQ      |
| 200 m stylem zmiennym   | Siow Yi Ting   | 2:17,11    | 29.        | NQ       | NQ       | NQ    | NQ      |
| 400 m stylem zmiennym   | Lew Yih Wey    | 4:55,83    | 34.        | NQ       | NQ       | NQ    | NQ      |

### Podnoszenie ciężarów
Mężczyźni
| Konkurencja | Zawodnik               | Rwanie | Podrzut | Dwubój | Pozycja |
| ----------- | ---------------------- | ------ | ------- | ------ | ------- |
| do 56 kg    | Amirul Hamizan Ibrahim | 121 kg | 144 kg  | 265 kg | 8.      |

### Skoki do wody
Mężczyźni
| Konkurencja      | Zawodnik            | Eliminacje | Eliminacje | Półfinał | Półfinał | Finał  | Finał   |
| Konkurencja      | Zawodnik            | Punkty     | Miejsce    | Punkty   | Miejsce  | Punkty | Miejsce |
| ---------------- | ------------------- | ---------- | ---------- | -------- | -------- | ------ | ------- |
| wieża 10 m, ind. | Bryan Nickson Lomas | 384,35     | 26.        | NQ       | NQ       | NQ     | NQ      |

Kobiety
| Konkurencja          | Zawodnik         | Eliminacje | Eliminacje | Półfinał | Półfinał | Finał  | Finał   |
| Konkurencja          | Zawodnik         | Punkty     | Miejsce    | Punkty   | Miejsce  | Punkty | Miejsce |
| -------------------- | ---------------- | ---------- | ---------- | -------- | -------- | ------ | ------- |
| trampolina 3 m, ind. | Elizabeth Jimie  | 253,50     | 21.        | NQ       | NQ       | NQ     | NQ      |
| trampolina 3 m, ind. | Leong Mun Yee    | 253,50     | 21.        | NQ       | NQ       | NQ     | NQ      |
| wieża 10 m, ind.     | Pandelela Rinong | 249,20     | 27.        | NQ       | NQ       | NQ     | NQ      |

### Strzelectwo
Mężczyźni
| Konkurencja                   | Zawodnik    | Kwalifikacje | Kwalifikacje | Finał  | Finał   |
| Konkurencja                   | Zawodnik    | Punkty       | Pozycja      | Punkty | Pozycja |
| ----------------------------- | ----------- | ------------ | ------------ | ------ | ------- |
| pistolet szybkostrzelny, 25 m | Hasli Izwan | 564,0        | 15.          | NQ     | NQ      |

### Taekwondo
Kobiety
| Konkurencja   | Zawodniczka   | 1/8                       | Ćwierćfinał         | Półfinał            | Repasaż             | Repasaż             | Finał               | Medal |
| Konkurencja   | Zawodniczka   | Przeciwniczka Wynik       | Przeciwniczka Wynik | Przeciwniczka Wynik | 1. runda            | BM                  | Przeciwniczka Wynik | Medal |
| Konkurencja   | Zawodniczka   | Przeciwniczka Wynik       | Przeciwniczka Wynik | Przeciwniczka Wynik | Przeciwniczka Wynik | Przeciwniczka Wynik | Przeciwniczka Wynik | Medal |
| ------------- | ------------- | ------------------------- | ------------------- | ------------------- | ------------------- | ------------------- | ------------------- | ----- |
| do 57 kg      | Elaine Teo    | Azize Tanrıkulu P 4-7     | NQ                  | NQ                  | Diana López P 0-3   | NQ                  | NQ                  | –     |
| powyżej 67 kg | Che Chew Chan | Jewgienija Karimowa W 5-4 | Nina Solheim P 1-3  | NQ                  | Noha Abd Rabo P 1-5 | NQ                  | NQ                  | –     |

### Żeglarstwo
Mężczyźni
| Konkurencja | Zawodnik  | Wyścig | Wyścig | Wyścig | Wyścig | Wyścig | Wyścig | Wyścig | Wyścig | Wyścig | Wyścig | Wyścig | Punkty | Finałowa pozycja |
| Konkurencja | Zawodnik  | 1      | 2      | 3      | 4      | 5      | 6      | 7      | 8      | 9      | 10     | M      | Punkty | Finałowa pozycja |
| ----------- | --------- | ------ | ------ | ------ | ------ | ------ | ------ | ------ | ------ | ------ | ------ | ------ | ------ | ---------------- |
| laser       | Kevin Lim | 44     | 24     | 28     | 42     | 22     | 34     | 34     | 39     | 26     | N/A    | NQ     | 249    | 38.              |